# Romániai magyar művészeti kismonográfiák
Művészeti kismonográfiák Erdélyben (1971-1991)
A cenzúra részéről arra hivatkozva, hogy „a képzőművészetnek nincs nemzetisége” – nem engedélyezték egy „romániai magyar képzőművészek-sorozat” elindítását, mégis a Kriterion Könyvkiadónál 1971-től tervszerűen egymást követték a gazdag reprodukciós-anyaggal ellátott kiadványok. A sorozat szerzői ábécé-sorrendben a következő kötetekkel jelentkeztek: 
- Bajor Andor: Abodi Nagy Béla (1986);
- Balogh Ferenc: Debreczeni László (1983);
- Banner Zoltán: Mattis Teutsch János (1972), Szervátiusz Jenő (1976), Bordi András (1978), Mohy Sándor (1982) és Benczédi Sándor (1984);
- Borghida István: Krizsán János (1971), Leon Alex (1973) és Ziffer Sándor (1980);
- E. Szabó Ilona: Szolnay Sándor (1974) és Fülöp Antal Andor (1979);
- Ferencz Zsuzsanna: Molnár József (1982);
- Gazda József: Gyárfás Jenő (1969), Nagy Imre (1972) és Nagy Albert (1982);
- Jánosházy György: Incze János (1977) és Bene József (1980);
- Mezei József: Balogh Péter (1976);
- Muhi Sándor: Balla József (1985);
- Murádin Jenő: Klein József (1977), Gy. Szabó Béla (1980), A Ferenczy művészcsalád Erdélyben (1981), Nagy István (1984), Maticska Jenő (1985) és a Gruzda Jánosról szóló A tél festője (1989).

E sorozatban jelent meg Bunta Magda kismonográfiája az erdélyi habán kerámiáról (1973) és Vilhelm Károlyé a festett famennyezetekről (1975), valamint Murádin Jenő munkája a Barabás Miklós Céhről (1978). Az 1989-es fordulat után a művészi portrésorozat újra megindult Banner Zoltánnak az ötvös Fuhrmann Károly életét és munkáit bemutató kötetével (1991).